# Bayerische Landstände
Die Bayerischen Landstände waren die landständische Vertretung von Ritterschaft, Kirche und Städten in Nieder- und Oberbayern bzw. später des vereinigten Bayern.

## Geschichte
In der Bayerischen Landesteilung von 1255 teilten die Brüder Heinrich XIII. und Ludwig II. ihr Herrschaftsgebiet.
Seit 1290 war das Herzogtum Oberbayern in Kriege verwickelt. Dies führte zu finanziellen Schwierigkeiten und zwang die oberbayerischen Herzöge Rudolf I. und Ludwig IV. mit der Schnaitbacher Urkunde vom 2. Januar 1302 den oberbayerischen Landständen das Privileg der Steuerbewilligung zu gewähren. Im Gegenzug billigte der Landtag eine allgemeine Viehsteuer. Auf dem Landtag war lediglich der Adel vertreten. Auf einem Landtag 1307 waren dann auch Prälaten und Städte vertreten und konnten eine teilweise Übertragung des herzoglichen Münzregals auf die Stände erreichen.
Auch in Niederbayern waren die Finanzen zerrüttet. In der Ottonischen Handfeste vom 5. Juni 1311 musste Herzog Otto III. von Niederbayern den niederbayerischen Ständen Privilegien und Rechte zugestehen. Dies betraf insbesondere die Wahrnehmung der Niederen Gerichtsbarkeit, aber ebenfalls das Steuerbewilligungsrecht der Landstände.
Im Laufe der 14. Jahrhunderts konnten die Stände ihre Position weiter ausbauen. Grund waren neben dem Finanzbedarf der Herzöge auch die weiteren Teilungen des Landes, die die herzogliche Position schwächten. Insbesondere mit den Urkunden von München und Straubing 1394 und der Urkunde von München 1395 mussten die Herzöge ausdrücklich weitere Privilegien der Stände akzeptieren.
Der Landshuter Erbfolgekrieg endete am 30. Juli 1505 mit dem Kölner Schiedsspruch. Damit waren die bayerischen Teilherzogtümer unter Albrecht IV. wiedervereinigt. Die nun ebenfalls vereinigten Stände traten als Garanten des Primogeniturgesetzes auf, das wiederum die Rechte der Stände bekräftigte. 1628 kam auch die Oberpfalz zum Herzogtum Bayern. Die Landstände der Oberpfalz wurden aber nicht in die Bayerischen Landstände integriert, sondern blieben alleinstehend und wurden bedeutungslos. Das Gleiche galt für die Stände von Pfalz-Neuburg.
Die Zusammenlegung der Ober- und Niederbayerischen Stände wurde durch das unterschiedliche Wahlrecht erschwert. In Oberbayern hatte es vor 1506 die Besonderheit gegeben, dass die Prälaten und Städte die Vertreter des Adels auf dem Landtag wählten und der Adel die Vertreter der Prälaten und Städte bestimmte. In Niederbayern bestimmten jeweils die Kurien ihre Vertreter selbst. 1508 wurde daher als Kompromiss vereinbart, dass das oberbayerische Wahlrecht auf allen Landtagen angewendet werden sollte, die in München und Straubing stattfanden. Für Landtage in Landshut und Ingolstadt war das niederbayerische Wahlrecht anzuwenden. Dieser Regelung wurde von Adel heftig kritisiert und ab 1545 abgeschafft. Nun wählte jeder Stand seine Vertreter selbst.
Zwischen 1311 und 1569 wurden den Landständen in insgesamt 64 Freiheitsbriefen ihre Rechte bestätigt. Die Stände kamen unregelmäßig zu Landtagen zusammen. 1699 trat der Landtag zum letzten Mal vollständig zusammen.

## Die drei Kurien
Der Stand der Prälaten wurden überwiegend aus den Orden der Zisterzienser, Prämonstratenser, Benediktiner und Augustiner-Chorherren sowie wenige Kollegiantsstifte und Frauenklöster gebildet. Die landtagsfähigen Abteien Ebersberg, Bitburg und Münchsmünster waren ursprünglich Benediktinerabteien, dann Jesuitenabteien und nach der Aufhebung des Jesuitenordens 1773 Malterserordensabteien. Voraussetzung für die Landtagsfähigkeit war der Besitz von Grundbesitz mit entsprechenden Herrschaftsrechten. Durch den Erwerb solcher Güter wurden im Laufe der Zeit auch einige reichsunmittelbare Stifte sowie die Universität Ingolstadt landtagsfähig.
Die Landtagsfähigkeit des Adels war ursprünglich ein persönliches Recht, wandelte sich aber im 15. Jahrhundert in ein Recht, das mit dem Besitz eines landtagsfähigen Gutes verbunden war. Damit hatten auch Personen aus dem städtischen Patriziat die Möglichkeit, über den Erwerb solcher Güter Landtagsfähigkeit zu erhalten.
Die Städte und Märkte verfügten über Landstandschaft, wenn sie über die Niedergerichtsbarkeit verfügten.
Die Anzahl der Mitglieder der drei Stände schwankte naturgemäß über die Jahrhunderte. Unter Albrecht IV. wurden 88 Prälaten, 554 Rittergutsbesitzer, 34 Städte und 90 Märkte als landtagsfähig anerkannt.

## Die Landständische Verordnung
Auf dem Landtag 1429/30 wurde beschlossen, für die Zeit zwischen den Landtagen einen großen und einen kleinen Ausschuss einzurichten. Hintergrund war, dass die Kosten des Besuchs des Landtags für die hohe Zahl der Mitglieder zu hoch waren. Stattdessen trat üblicherweise der große Ausschuss zusammen. Diese bestand auf 64 Mitgliedern, von denen die Hälfte vom Adel und je ein Viertel von Prälaten und Städten bestimmt wurden. Für die Zeit zwischen den Zusammenkünften wurde der kleine Ausschuss, die landständische Verordnung, eingerichtet. Dieser bestand aus 16 Mitgliedern (acht vom Adel, je vier von den anderen Kurien).
Seit den 1520er Jahren sank die Bedeutung der Stände. 1526 genehmigte der Landtag die Einführung einer Standsteuer. Diese musste zunächst weiter durch die Stände verlängert werden. 1577 bevollmächtigte der Landtag die landständische Verordnung zunächst einmal für 12 Jahre, die Verlängerung selbst vorzunehmen. Damit war ein Prozess der automatischen Steuerverlängerung eingeleitet, der die Mitwirkung des Landtags überflüssig machte. Im Sinne des Absolutismus verloren die Stände auch die Rolle bei der Gesetzgebung. 1612 legte Herzog Maximilian I. den Ständen den Codex Maximilianeus vor, erlaubte aber keinerlei Änderungen, was die Stände hinnahmen. Nach dem Friede von Aachen (1668) wurde letztmals ein Landtag einberufen, auf dem von 567 Landständen 317 erschienen. Auf dem Landtag konnte der Herzog seine Forderungen weitgehend durchsetzen. Die Standsteuer wurde auf 66.000 Gulden festgelegt (9000 Ritterschaft, 33.000 Prälaten, 24.000 Städte), weitere Einmalleistungen wurden gebilligt. Entscheiden war aber der Beschluss des Landtags, dass künftig die Verordnung gemeinsam mit den vier Rechnungsaufnehmern mit dem Landesherren Vereinbarungen über Steuern treffen durften. Da neue Mitglieder der Verordnung auf dem Wege der Selbstergänzung bestimmt wurden, war die Aufgabe der Landtage auf die Verordnung übergegangen; der Landtag trat nie mehr zusammen.
Die Landständische Verordnung bildete nun eine Behörde, die für die Eintreibung eines großen Teils des bayerischen Steueraufkommens zuständig war. Vielfache Bemühungen der Kurfürsten, den Einfluss zurückzudrängen waren letztlich nicht erfolgreich. Insbesondere in finanziellen Krisenzeiten bedurfte der Kurfürst der Unterstützung der Verordnung.

## Die Auflösung der Verordnung
Im Laufe der Ersten Koalitionskrieges stieg die Finanzbedarf so stark an, dass über die Einberufung eines neuen Landtags beraten wurde. Im Zuge des Reichsdeputationshauptschlusses einigte man sich im Reich aber auf die Säkularisation der Klöster, um Gelder in die Kassen der Landesherren zu spülen. Mit der Aufhebung der Klöster 1803 endete auch der Stand der Prälaten. Die Restverwaltung stritt sich um die neue Zusammensetzung und einigte sich zuletzt auf das Verhältnis 4 (Adel) zu 3 (Städte). 1804 änderte der Kurfürst dieses Verhältnis auf 10 zu 6. Im August 1804 steigerte sich der Konflikt der Kurien erneut, da der Adel der neu eingeführten allgemeinen Wehrpflicht zustimmte und die Bürger nicht. Die Regierung handelte in den Folgejahren weitgehend ohne Beteiligung der Verordnung. Mit dem Edikt, die Steuergleichheit und -rektifizierung, sowie die Aufhebung aller besonderen landschaftlichen Steuerkassen betreffen, vom 8. Juni 1807 verlor die Verordnung ihr zentrales Privileg der Steuerbewilligung. Am 11. Juni 1807 wurden die Kassen der Verordnung beschlagnahmt. Ein Protest der landschaftlichen Verordnung vom 30. Juni 1807 blieb unbeantwortet. Mit Edikt vom 1. Mai 1808 wurden alle landständische Kooperationen aufgelöst.

## Das Landschaftsgebäude
Das Neue Landschaftsgebäude wurde ab 1774 nach einem Entwurf des Münchner Baumeisters François de Cuvilliés dem Jüngeren errichtet, jedoch erst nach dessen Tod vollendet. Der Neubau war als Ersatz für das Alte Landschaftsgebäude am Marienplatz entstanden.